# Île de May
Pour les articles homonymes, voir May.

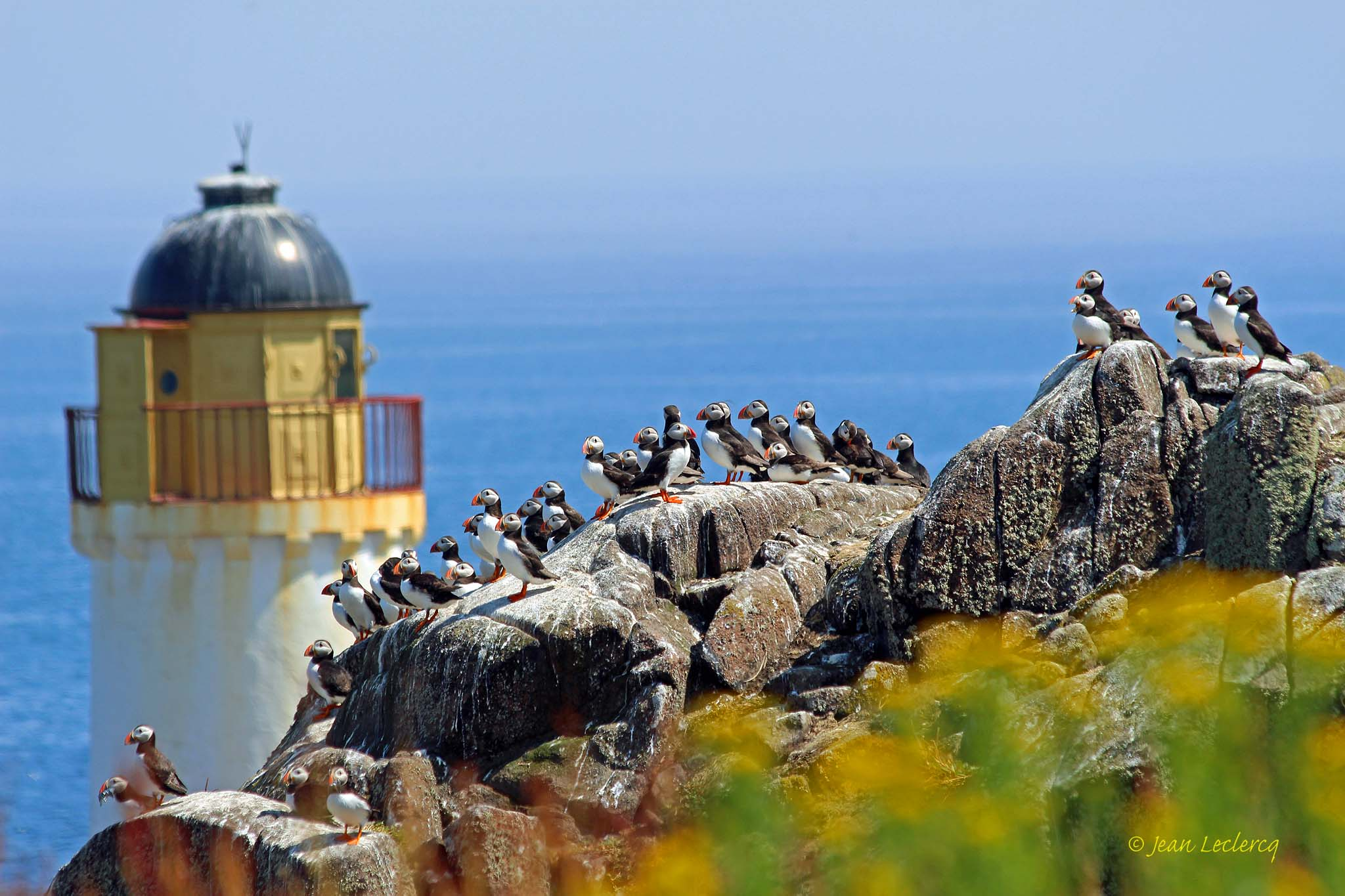
Macareux-Moines sur l'Ile de May (protégée pas le "Scottish Natural Heritage"), dans l'embouchure du Firth of Forth, Ecosse, UK.

May est une île du Royaume-Uni qui se situe au nord de l'embouchure du Firth of Forth, à environ 8 kilomètres de l'Écosse continentale. Son étendue est faible : à peine 1 800 mètres de longueur sur moins de 500 mètres de largeur. Depuis 1956 l'île possède le label de "Réserve naturelle nationale" et est administrée par le Nature Conservancy Council, aujourd'hui dénommé le Scottish Natural Heritage, même si May était jusqu'en 1989 la propriété du Northern Lighthouse Board. Du fait de la multitude d'oiseaux de mer et de phoques qui y vivent, l'île bénéficie d'une protection particulière, comme plusieurs autres îles du Firth of Forth : la Forth Islands Special Protection Area.
Le centre touristique de l'île, l'ancien phare, est utilisé comme un observatoire à oiseaux depuis 1934. C'est le premier observatoire de ce genre en Écosse. Durant la période de reproduction, plus de 200 000 oiseaux de mer, de douze espèces différentes, nichent sur l'île. Citons notamment des macareux, des mouettes tridactyles, des pingouins torda, des guillemots, des cormorans huppés, des sterninis et des eiders à duvet.
La plupart des touristes viennent à la journée, même si l'observatoire peut accueillir jusqu'à six visiteurs pendant une semaine. Le seul moyen de rejoindre l'île est le ferry. La traversée dure 45 minutes depuis les petits ports d'Anstruther et de Crail. L'île est fermée aux visiteurs du 1er octobre au 1er mai afin de protéger la naissance de bébés phoques.
La “bataille” de l'île de May s'est déroulée dans la nuit du 31 janvier 1918. Plusieurs collisions entre des navires de guerre de la Royal Navy ont provoqué, en moins d'une heure, la perte de deux sous-marins et de leur équipage et quatre autres bâtiments ont été fortement endommagés.
D'un peu avant la Seconde Guerre mondiale jusqu'en 1946, la marine britannique a maintenu sur l'île un centre de contrôle ainsi que des unités sonars au fond de l'eau afin de détecter la présence d'U-Boot et de navires ennemis qui tenteraient de pénétrer dans le Firth of Forth.

## Histoire
Le nom de l'île vient probablement d'un mot norrois signifiant « l'ile aux mouettes ». Certains, moins nombreux, attribuent à ce nom une origine gaélique, le mot magh signifiant « plaine » en écossais.
L'île de May a abrité l'une des plus anciennes églises chrétiennes d'Écosse. Celle-ci fut fondée au IXe siècle et bâtie sur les fondements d'un tumulus remontant probablement à l'époque préhistorique. La datation au carbone 14 d'os trouvés sur place a révélé une présence humaine du VIIe siècle au Xe siècle, mais des restes d'urnes funéraires de l'âge du bronze indiqueraient que le tumulus est plus ancien.
La chapelle que l'on trouve aujourd'hui sur May est dédiée à saint Adrien, tué sur l'île par des envahisseurs danois en 875.
L'église originelle a été agrandie au cours du XIIe siècle par David Ier d'Écosse, sous l'égide de l'abbaye de Reading, dans le Berkshire, fondée par son beau-frère, Henri Ier d'Angleterre. Les moines acceptèrent de maintenir sur l'île neuf prêtres afin de prier pour l'âme des rois d'Écosse.

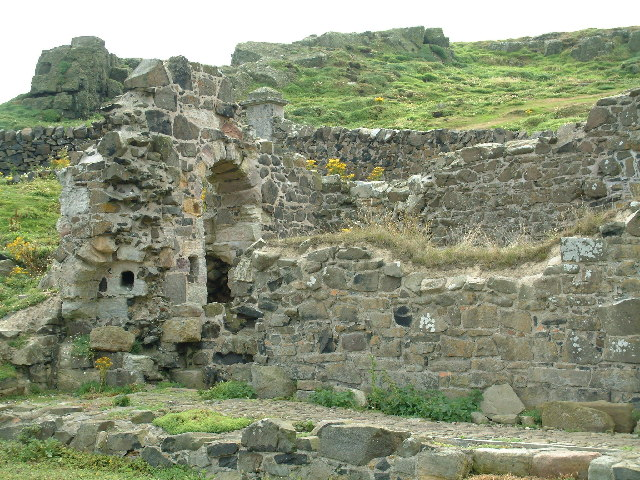
Ruines du prieuré.

L'île, qui abrite les reliques supposées de saint Ethernan, mort sur May vers 669, était une destination populaire pour les pèlerins du Haut Moyen Âge. Des découvertes ont étayé le fait que May était une destination importante de pèlerinage au XIIe siècle, tels les restes de dix emplacements de toilettes publiques, beaucoup plus que pour subvenir aux besoins de neuf ou dix moines. L'évêque Wishart de Saint-Andrews acheta le prieuré au milieu du XIIIe siècle, même si des tentatives pour empêcher cette acquisition causèrent des disputes cinquante années durant. Le prieuré fut finalement transféré aux chanoines de Saint-Andrews en 1318. Il fut abandonné en 1549 à la faveur du prieuré de Pittenweem, lorsque le prieur de Pittenweem remit l'île à Patrick Learmonth de Dairsie, prévôt de Saint-Andrews.
Celui-ci la vendit ensuite à Balfour de Manquhany en 1551, qui la vendit à son tour à Forret de Fyngask sept ans plus tard. Ce dernier la revendit à Allan Lamont, qui la revendit lui-même à John Cunningham (ou Cunynghame) de Barnes. Celui-ci était responsable des phares de l'île.

## Les phares de l'île
Une balise à charbon fut installée en 1635 (ou en 1636) par James Maxwell d'Innerwick, John et Alexander Cunningham. On payait à l'époque deux shillings écossais par tonne de charbon arrivant par bateau d'Écosse (équivalent à deux pence sterling) et le double si le bateau venait de plus loin. Ce montant fut réduit à un shilling et six pence (et à trois shillings pour les bateaux venant de plus loin) en 1639 lorsque les bateaux furent exemptés de taxes lors de la saison estivale. 
La balise, la première établie de façon permanente en Écosse et considérée à l'époque comme l'une des plus performantes, nécessitait quatre cents tonnes de charbon par an et trois hommes servaient à son entretien. 
Un de ces trois hommes, sa femme et cinq de leurs six enfants furent asphyxiés par la fumée en janvier 1791. Seule une petite fille survécut à l'accident et fut retrouvée vivante trois jours plus tard. Les cendres et les scories s'étaient empilées au cours des dix années précédentes contre la tour de la balise, haute de plus de douze mètres, et avaient fini par atteindre la fenêtre de la pièce où vivaient les gardiens. La combustion du charbon tombant de la balise avait provoqué le drame.
Il arrivait que la lumière soit difficile à distinguer. Par exemple, le HMS Nymphe et le HMS Pallas sombrèrent près de Dunbar la nuit du 19 décembre 1810 parce que les marins avaient confondu la lumière d'un four sur la côte avec la balise de May.
Le Northern Lighthouse Board acheta l'île en 1814 au duc et à la duchesse de Portland pour soixante mille livres sterling, alors que la balise à charbon était le dernier phare privé d'Écosse. Un phare plus approprié fut construit sur l'île en 1816 par Robert Stevenson. Il s'agit d'une tour inspirée du style gothique et conçue pour donner l'impression d'un château. Le monument mesure vingt-quatre mètres de haut et est équipé pour loger trois gardiens avec leurs familles, avec suffisamment de place pour des visiteurs. Ce nouveau phare entra en service le 1er septembre 1816 et est aujourd'hui un monument classé. 
Il fut agrandi en septembre 1836, et reçut une nouvelle lampe et sa lentille. D'autres extensions furent réalisées en 1885-1886.  En plus des équipements déjà en service, on construisit des salles pour une chaudière et une machine à vapeur. Un atelier et une réserve à charbon furent construits à 250 mètres du phare, près d'un loch d'eau douce encaissé. La salle des machines fut équipée de deux générateurs de vapeur de quatre tonnes et demie chacun (c'étaient alors les plus gros générateurs jamais construits) et produisant un total de 8,8 kilowatts. Ces générateurs alimentaient une lampe à arc dans le phare, avec une lampe à paraffine à trois mèches constamment allumée, mais qui s'éteignait au cas où la lampe électrique tombait en panne. La nouvelle lampe fut utilisée pour la première fois le 1er décembre 1886 ; elle produisait quatre signaux lumineux toutes les trente secondes.
La forte consommation de charbon (environ cent cinquante tonnes par an), associée aux progrès dans le domaine des lampes à huile, menèrent au remplacement par un système au gaz en 1924.
Un autre phare, plus petit, le Low Light, fut construit à quelques centaines de mètres de la balise principale en 1843 afin de produire (avec la balise) deux lumières alignées. Cela permettrait aux bateaux d'éviter le North Carr Rock, à onze kilomètres au nord de l'île. Le Low Light entra en service en avril 1844, mais il ne subsista pas longtemps dans ce rôle et fut reconverti en 1887 en observatoire à oiseaux.
En 1930, deux gardiens du phare sauvèrent de la noyade quatre membres d'équipage du chalutier George Aunger qui venait de s'échouer et les sortirent de l'eau.  
À partir du 9 août 1972, les familles des gardiens du phare ne furent plus logées au phare, mais sur la côte, et, le 31 mars 1989, le phare devint totalement automatique, peu après que l'île fut acquise par le Nature Conservancy Council. Il est aujourd'hui commandé à distance via une émission à UHF depuis le phare de Fife Ness et depuis les bureaux du Northern Lighthouse Board à Édimbourg.
Aujourd'hui, le phare produit deux flashs de lumière blanche toutes les quinze secondes et peut être aperçu par beau temps à 22 milles nautiques de distance.

## Référence
- (en) Cet article est partiellement ou en totalité issu de l’article de Wikipédia en anglais intitulé « Isle of May » (voir la liste des auteurs).

1. ↑  « From Birding Scotland - "Birding the Isle of May" by Darren Hemsley » (version du 23 mai 2006 sur Internet Archive)
2. ↑  « http://www.adrianwinter.clara.net/pages/iom_gallery.htm »(Archive.org • Wikiwix • Archive.is • Google • Que faire ?) (consulté le 28 avril 2013)
3. ↑  (en) Northern Light Board - phare de l'île de May
4. ↑  (en) Overview of Isle of May